# 히페리온 원시 초은하단

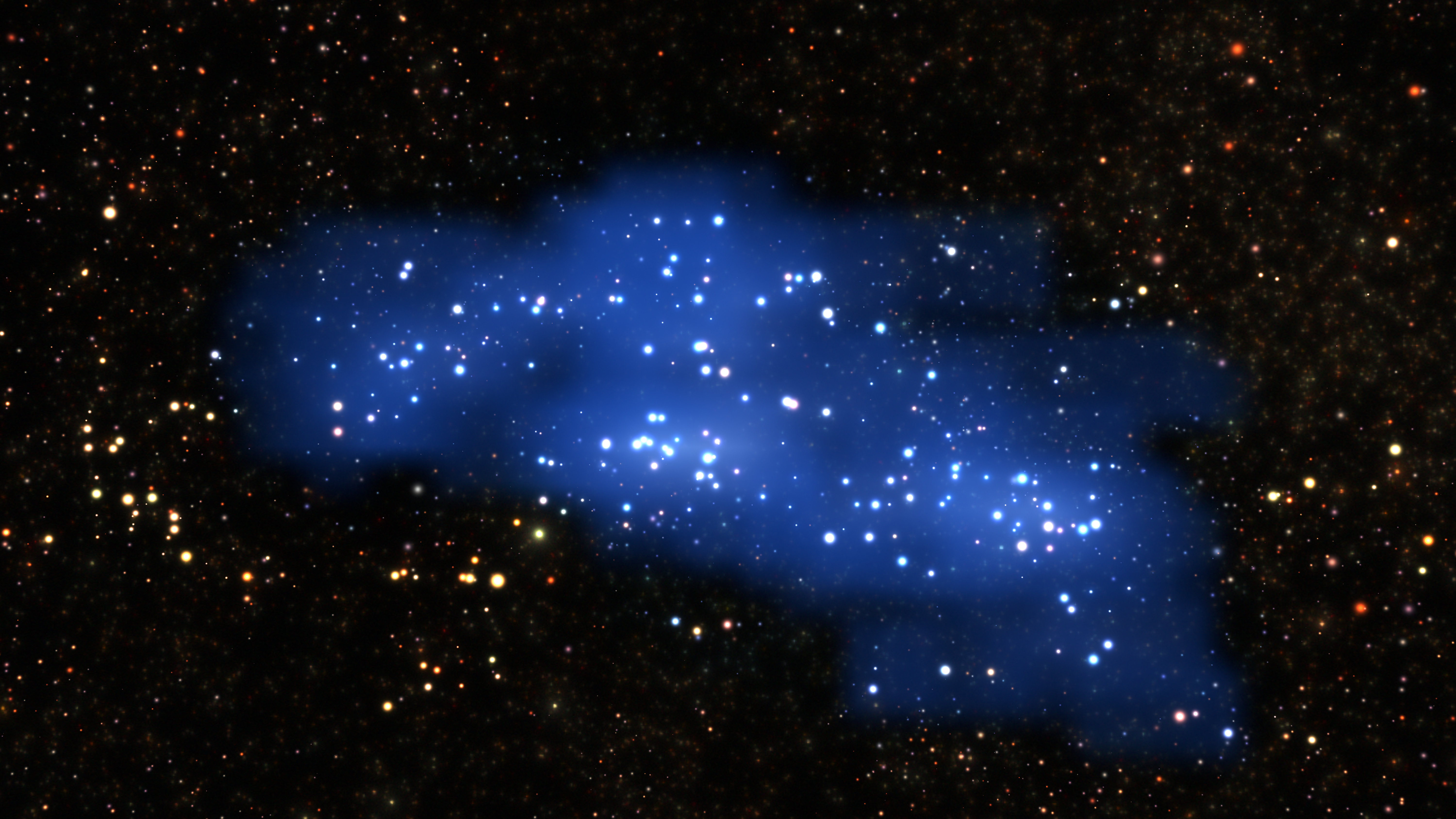
히페리온 원시 초은하단

히페리온 원시 초은하단(영어: Hyperion proto-supercluster)는 알려진 것 중 가장 크고 가장 오래된 원시 초은하단이다. 우리 은하의 질량의 약 5,000배이고 우주 나이의 20% 시점의 모습이 관찰되었다. 2018년에 칠레에 위치한 VLT 망원경으로 관측한 1만 개 천체의 적색편이를 분석하던 중 발견하였다.

## 발견
히페리온 원시 초은하단은 2018년 말에 발표되었다.
올가 쿠치아티가 이끄는 발견 팀은 계산 천체물리학 방법과 천체정보학을 이용했다. 통계기법은 가시적 구조물의 중력 상호작용을 상호 연관시키기 위해 2차원 보로노이 테셀레이션을 사용하여 은하 적체의 대규모 데이터셋에 적용되었다.
암흑물질 구조의 존재를 추론했다. 상관관계는 VIMOS-VLT 딥 서베이(Deep Survey)라는 하늘 조사에서 포착된 재분할 데이터를 기반으로 칠레의 초거대 망원경의 VIMOS(Visible Multi Object Spectrograph) 계측기를 사용하여, 그 밖의 조사에서도 적은 범위에서 수집한 것이다.
3,822개의 물체(은하)에 대한 스펙트럼 분석 적분 데이터가 선택되었다.
이 발견은 2018년 9월에 천문 & 천체물리학에서 발표되었다.

## 물리적 설명
이 구조물은 무게가 4.8 × 1015 태양 질량(은하 질량의 약 5000배)이고 60 Mpc × 60 Mpc × 150 Mpc(196 Mly × 196 Mly × 489 Mly)로 추정된다.
그것은 육분의자리의 2제곱 도의 우주 진화 조사(COSMOS) 분야 안에 있다.
히페리온의 적색편이는 z=2.45로 지구에서 110억 광년 떨어져 있으며, 현재 우주의 20% 미만에서 존재했다.
결국 그것은 "슬론 장성이나 처녀자리 초은하단과 같은 지역 우주의 거대한 구조와 비슷한 것으로 진화할 것으로 예상된다."

## 우주론에서 사용
히페리온 초은하단은 암흑 물질을 포함하고 있는데, 그 안에 있는 눈에 보이는 물체와 계산된 중력 결합 사이의 불일치로 입증된다.
초기 우주에서 온 유물로서 암흑 물질 데이터는 우주론 이론을 시험하는 데 사용될 수 있었다.
2018년 논문 저자들이 지적한 바와 같이, "높은 빨강변에서 거대하고 복잡한 양성자 클러스터의 식별은 람다-CDM 모델의 암흑 물질 시뮬레이션에 제약을 가하는 데 유용할 수 있다."

## 같이 보기
- 살쾡이자리 초은하단